# Laurie Colwin
Laurie Colwin (14 de junho de 1944 - 24 de outubro de 1992) foi uma autora norte-americana que escreveu cinco romances, três coleções de contos e dois volumes de ensaios e receitas. Era sobretudo conhecida pela forma como representava a sociedade nova-iorquina nas suas obras e pelas suas colunas gastronómicas na revista Gourmet. Em 2012, foi introduzida pela Fundação James Beard no Cookbook Hall of Fame.

## Biografia
Laurie Colwin nasceu em Manhattan, Nova Iorque, e cresceu no Lago Ronkonkoma, em Long Island, Filadélfia e Chicago, sendo a segunda filha de Estelle Colwin (nascida Woolfson) e Peter Colwin. Na Filadélfia, frequentou a Escola Secundária de Cheltenham, que a introduziu postumamente no seu Corredor da Fama em 1999.
Ainda jovem, publicou pela primeira vez um artigo no The New Yorker e, em 1974, escreveu a sua primeira coletânea de contos. Era colaboradora regular da revista Gourmet e escrevia artigos nas revistas Mademoiselle, Allure e Playboy. Os seus livros de não ficção (Home Cooking e More Home Cooking) são tanto coleções de ensaios e memórias quanto livros de receitas. No prefácio de Home Cooking, Colwin escreveu: "Mesmo quando está mais solitária, uma cozinheira na cozinha está cercada por gerações de cozinheiros do passado, pelos conselhos e cardápios dos cozinheiros do presente, pela sabedoria dos escritores de livros de receitas. Na minha cozinha, confio em Edna Lewis, Marcella Hazan, Jane Grigson, Elizabeth David, os numerosos colaboradores de The Charleston Receipts e Margaret Costa (autora do livro The Four Seasons Cookery Book )".
Em 1983, Laurie Colwin casou-se com Juris Jurjevics, romancista e cofundador da Soho Press. Tiveram um filho, RF Jurjevics,  que se tornou profissional de tecnologia e escritor-ilustrador.
Faleceu inesperadamente em 1992, em Manhattan, vítima de um aneurisma da aorta aos 48 anos de idade.
Em 2012, Colwin foi postumamente introduzida no Cookbook Hall of Fame da James Beard Foundation.

## Obras
Os seus trabalhos publicados incluem Passion and Affect (1974), Shine on, Bright and Dangerous Object (1975), Happy All the Time (1978), The Lone Pilgrim (1981), Wet (1974), Family Happiness (1982), Another Marvelous Thing(1988), Home Cooking (1988), Goodbye without Leaving (1990), More Home Cooking (1993) e A Big Storm Knocked It Over (1993).
A série American Playhouse da PBS adaptou o conto de Laurie Colwin, An Old-Fashioned Story, como um filme de 90 minutos renomeado Ask Me Again, que foi emitido a 8 de fevereiro de 1989.
Os seus dois últimos livros, More Home Cooking e A Big Storm Knocked It Over, foram publicados postumamente.